# Золотий унітаз
Золотий унітаз — унітаз, зроблений із золота, пам'ятка Гонконгу.
«Відхожі місця», зроблені з золота, справді з'явилися в Китаї, проте не на вулицях, а в ювелірному магазині Гонконгу «Золотий дім». Вартість кожного з них при створенні становила 4,8 млн доларів США). Скористатися ними можна лише за умови покупки прикрас на 138 доларів. Ювелірний магазин входив до офіційного списку пам'яток Гонконгу, але був з нього виключений через брутальність власників, які відмовлялися випускати відвідувачів на вулицю без покупки. Заклад, за словами господаря магазину, було створено для розваги туристів із КНР, вихованих на постулатах марксизму-ленінізму. Господар магазину Лам Сай-Уінг каже, що з юності він мріяв про таке багатство, щоб побудувати туалети із золота — адже Ленін 1921 року писав, що це послужило б корисним нагадуванням про безглуздість капіталістичної системи. Лам каже, що він коли був підлітком в КНР, він прочитав про мрію Леніна святкувати соціалістичну революцію будівництвом туалетів із золота. Він емігрував до Гонконгу у віці 22 років та створив свій успішний бізнес ювелірних виробів. Однак його туалет швидше присвячений саме капіталізму, а не тому, про що писав Ленін. Він назвав золотий туалет «комбінацією моїх думок та ідеалів».
Туалет було створено 2001 року, причому не лише унітаз, але й умивальники, туалетні йоржики, тримачі туалетного паперу, дзеркала, канделябри, плитки на підлозі й на стіннах та навіть двері було зроблено з чистого золота. Підлога перед входом до туалету викладена двофунтовими золотими зливками. Всього на створення туалету пішло близько тонни золота. Крім золота в туалеті є й інші цінності — стелю всіяно дорогоцінним камінням у кількості понад 6000 штук — рубінами, сапфірами, смарагдами та бурштином. Після міжнародної економічної кризи 2008 року ціна золота почала зростати, і господарі вирішили переплавити більшу частину золотої сантехніки, заробивши на цьому. Однак вони, скоріш за все, поспішили, оскільки ціна на золото продовжувала зростати й далі. Два золотих унітази вагою по 280 кг є родзинкою закладу та підтримуються в робочому стані, але за прямим призначенням ними користуватися заборонено. За 20 доларів дозволяється присісти на сидінні в одязі; при цьому клієнти мають зняти взуття, щоб не подряпати золоті плитки[джерело?]. Заклад є, можливо, найдорожчим платним туалетом у світі.

## Цікаві факти
- У зв'язку з подіями Євромайдану, символом і синонімом режиму Януковича став «золотий унітаз»[7].